# فرانک هایلر
فرانک هایلر (انگلیسی: Frank Hiller؛ ۱۳ ژوئیهٔ ۱۹۲۰ – ۸ ژانویهٔ ۱۹۸۷) یک بازیکن بیس‌بال بود. 